# Gideon de Jong
Gideon de Jong (Dordrecht, 13 oktober 1984) is een voormalig Nederlandse baan- en wegwielrenner. 
In 2002 behaalde De Jong een derde plaat op de puntenkoers tijdens zowel het Europees- als het Wereldkampioenschap baanwielrennen voor junioren. Hij ging in 2005 rijden voor Eurogifts.com hij won dat jaar de onder anderen de Omloop van de Alblasserwaard. Na twee jaar bij deze ploeg stapte hij over naar P3 Transfer-Fondas Team waarvoor hij twee jaar zou rijden. In 2009 ging De Jong weer rijden bij de amateurs. 

## Belangrijkste resultaten

### Baanwielrennen
| Jaar     | NK          | EK          | WK          | Overige                |
| Junioren | Junioren    | Junioren    | Junioren    | Junioren               |
| -------- | ----------- | ----------- | ----------- | ---------------------- |
| 2002     |             | puntenkoers | puntenkoers |                        |
| Elite    |             |             |             |                        |
| 2003     | koppelkoers |             |             | WB Sydney: koppelkoers |

### Wegwielrennen
2005
Omloop van de Alblasserwaard
3e etappe Ronde van Midden-Brabant